# 肖普朗
肖普朗（厄登堡），是一个位于奥地利边界的匈牙利市镇，位于布达佩斯西部220公里，只离奥地利首都维也纳60公里。依2005年的统计，人口有56,394人。

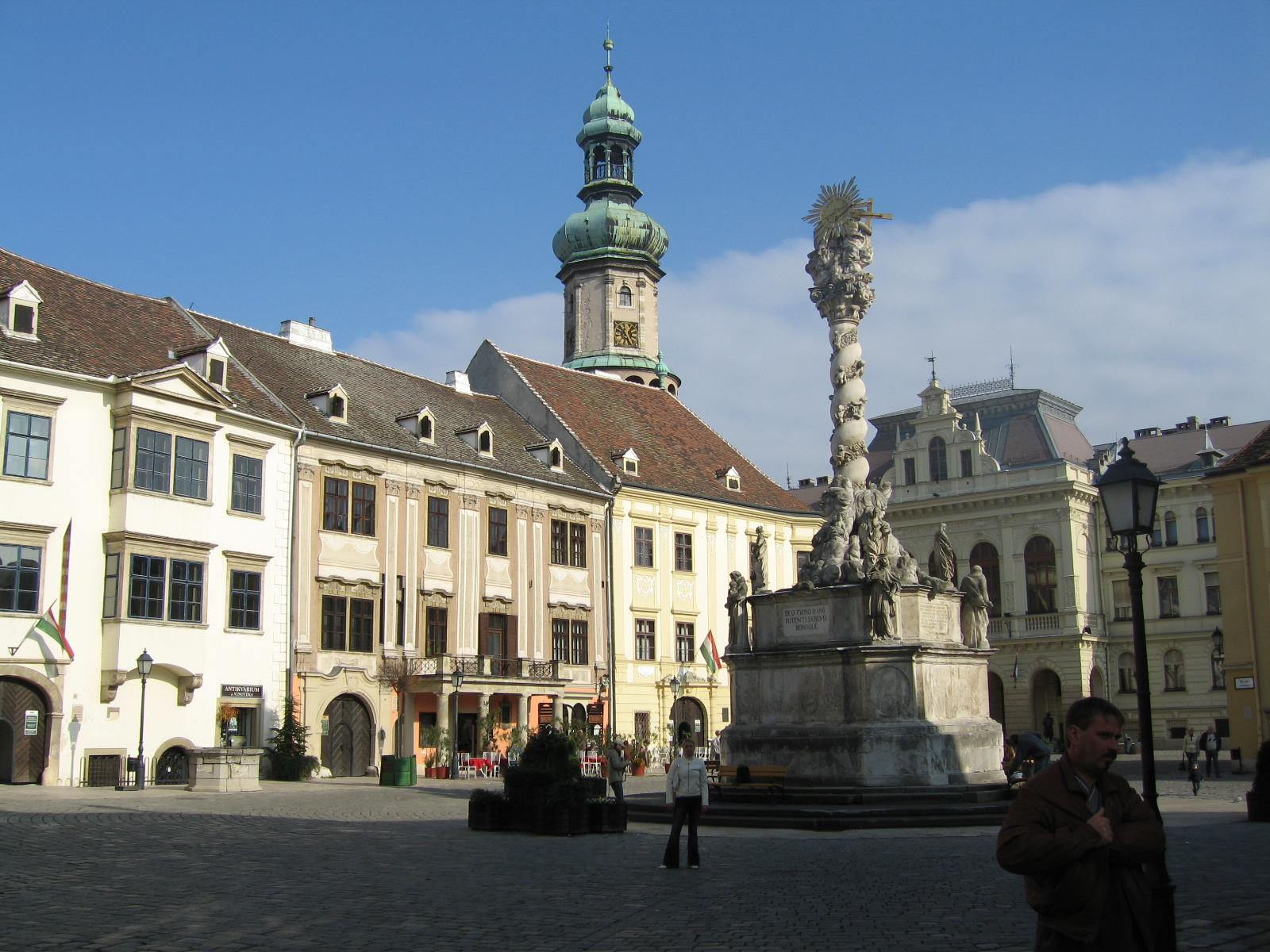
肖普朗中央广场

## 历史
在古罗马时代，这里曾是Scarbantia城的所在地，Scarbantia后来在民族遷移時代被遗弃。9－11世纪之时，匈牙利人把古罗马城墙加固，并建立了一个城堡。根据记载，肖普朗在1153年已是重要的市镇。
在1273年，肖普朗的城堡被波希米亚的奥托卡二世所占领。虽然奥托卡二世有肖普朗贵族孩子作人质，肖普朗依然打开城门迎接匈牙利国王拉斯洛四世的到来。拉斯洛四世因而赐肖普朗帝国自由城市的地位。